# San Pablo (Chili)
Pour les articles homonymes, voir San Pablo.
San Pablo est une commune du Chili de la Province d'Osorno, elle-même située dans la Région des Lacs. En 2012, la population de la commune s'élevait à 16 428 habitants. La superficie de la commune est de 1 246 km2 (densité de 16 hab./km²),.

## Situation
La commune de San Pablo est située au sud de la Vallée Centrale. La partie orientale de son territoire comprend des collines peu élevées (200 mètres) de la cordillère de la Côte (Andes centrales). Elle est délimitée au nord par le rio Bueno (es) et par son affluent le rio Pilmaiquen qui forment la limite nord de la Région des Lacs. San Pablo se trouve à 803 kilomètres à vol d'oiseau au sud de la capitale Santiago et à 118 kilomètres au nord de Puerto Montt, capitale de la Région des Lacs.

## Histoire
L'agglomération de San Pablo a été officiellement créée en 1867 et l'existence de la commune remonte à 1891.

Position de San Pablo (en rouge) au sein de la Région des Lacs.